# Луїза Ханун
Луїза Ханун араб. لويزة حنون (народилася 7 квітня 1954) — очільниця Робітничої партії Алжиру (Алжир) (фр. Parti де Travailleurs, PT). У 2004 році вона стала першою жінкою, яка балотувалася на пост президента Алжиру. Ханун потрапляла до в'язниці за звинуваченнями уряду кілька разів ще до початку легалізації політичних партій в 1988 році.
Перший раз Ханун була ув'язнена невдовзі після вступу до нелегальної партії «Троцькістська соціалістична організація трудящих» в 1981 році. Перебувала у в'язниці за нелегальну політичну діяльність впродовж 1983—1984 рр.
У 1988 році була ув'язнена після хвилі Жовтневих бунтів (повстань), результатом яких стало руйнування однопартійної системи керівництва, що проводилась партією Фронт національного визволення (ФНЗ).
Під час громадянської війни в Алжирі в 1990-тих рр. ХХ ст. завдяки своїй діяльності і ораторському дарові вона стала одним з відомих діячів-лідерів «Соціалістичної організації трудящих», яка в 1990 році трансформувалася в політичну партію — «Робітнича партія Алжиру».
Луїза Ханун виступала проти силового зриву парламентських виборів в Алжирі військовими у 1992 році. Вона закликала до співпраці всі політичні сили країни, зокрема «Ісламський Фронт спасіння».
У січні 1995 року вона підписала «Римську платформу» (Sant'Egidio) разом з представниками інших опозиційних партій, зокрема Ісламського Фронту Порятунку, Радикальної Ісламістської партії, чий розпуск за військовим указом привів до початку громадянської війни.
В 1997 г. Луїза Ханун обирається депутатом алжирського парламенту. Ханун була одним з небагатьох опозиційних голосів в парламенті Алжиру, і, незважаючи на проголошення мирних і світських цінності своєї партії, стала сильним противником урядової політики «ліквідації» по відношенню до ісламістів.

## Ранні роки
Ханун народилася в Чекфі (Chekfa) провінції Джиджель (Jijel). Її батьки були селяни з гірської місцевості цієї провінції. Після того, як її рідна домівка була розбомблена французькою армією, Луїза разом із родиною була змушена втікати до міста Аннаба під час алжирської Війни за незалежність (1954—1962). Луїза була першою жінко в її сім'ї, яка ходила до школи і отримала безкоштовну освіту в системі обов'язкової освіти Алжиру. Після середньої школи Ханун отримала ступінь бакалавра, а потім працювала в галузі повітряного транспорту.
В університеті Аннаби (University of Annaba) Ханун вивчала право, хоча її батьки були проти такого рішення молодої жінки. Вона заявила, що «Саме право на освіту повністю змінить становище жінок в нашому суспільстві, продуктом якого є і я частково».

## Робітнича партія
В результаті Жовтневих бунтів 1988 року в Алжирі прийняли плюралістичну багатопартійну системи в 1989 році, що уможливило для Ханун заснувати Робітничу партію Алжиру в 1990 році на основі Соціалістичної організації трудящих.
В основі платформи цієї партії — класова боротьба між робітниками (трудящими) або «експлуатованим класам» і власниками або «гнобителями». Це незалежна партія, яка підтримує Алжирський національний рух. Ханун була лідером і представником партії з моменту її створення і була обрана Генеральним секретарем партії в жовтні 2005 р.
У 2007 році було зареєстровано 23 партії, які брали участь у виборах в Алжирі.
Ханун була проти розпуску Ісламського фронту порятунку, вважаючи, що це не приведе до примирення, і, разом з іншими партіями, підписала «Римську платформу» «для політичного вирішення алжирської кризи».
Політичні ідеали Ханун формувалися в період нового незалежного Алжиру: "Вся країна ще гостро переживала наслідки алжирської громадянської війни за визволення, всі говорили про соціалізм, справедливість, прогрес. Алжир був на піку своєї антиімперіалістичної битви. Ми були об'єднані з палестинцями, їх біль був також наш. Ми були проти апартеїду в Південній Африці, ми говорили про В'єтконг у В'єтнамі, я виросла, як і все моє покоління, в цій бойовій обстановці боротьби ".

## Президентські вибори в Алжирі
Ханун — перша жінка-кандидат на посаду Президента Алжиру, про що вона заявила на президентських виборах 1999 року. Але її заявка була відхилена Конституційною Радою Алжиру.
Проте, на алжирських президентських виборах 2004 року вона все-таки стала першою жінкою-кандидатом в цілому арабському світі, і балотувалася на посаду Президента. Лише шість претендентів були визнані кандидатами Конституційною Радою.
Луїза Ханун була одним з одинадцяти кандидатів, висунутих на посаду Президента і на виборах 2009 року.
Її платформа містила захист принципу національного суверенітету і засуджувала політику лібералізації та приватизації державних підприємств. Вона отримала 4,22 % голосів, посівши друге місце з шести кандидатів, так як президент Абдельазіз Бутефліка виграв третій президентський термін з кількістю 90.24 % голосів, поданих на виборах, був денонсований як шахрайські.
В алжирських президентських виборах 2014 року Ханун посіла четверте місце і отримала лише 1,37 % голосів. На прес-конференції партії вона прийняла поразку і наполягла на тому, що вибори були проведені чесно, цього разу без будь-якого шахрайства. «Бутефліка переміг, народ вибрав стабільність», сказала вона.

## Інша діяльність
На міжнародному рівні, Луїза Hanoune була одним із засновників Міжнародної конференції трудящих і народів в січні 1991 року. Вона брала участь як представник РТ на конференціях проти приватизації, для захисту профспілкових організацій, а також агітувала за робочі закони. Вона є членом комітету жінок-трудівниць і Африканського комітету Міжнародної Спілки робітників. Вона є членом коаліції профспілок, які виступали проти війни в Іраку, зокрема Міжнародної конфедерації арабських профспілок та Міжнародної конфедерації трудящих (СПЕ).
У березні 2010 року Haroune приєдналася до інших активістів-борців за жіночі права, закликаючи до скасування Сімейного кодексу Алжиру через його нездатність забезпечити адекватний захист для жінок.